# مدن موهن مالویه
مدن موهن مالویه (هندی: मदनमोहन मालवीय, تلفظ در هندی: [məd̪ən̪ moːɦən̪ maːlʋiːj(ə)], انگلیسی: Madan Mohan Malviya; ۲۵ دسامبر ۱۸۶۱ – ۱۲ نوامبر ۱۹۴۶) محقق، اصلاح طلب و سیاستمدار هندی بود که برای چهار دوره رئیس کنگره ملی هند و در جنبش استقلال‌طلبی هند نقش مهمی داشت.'
مالاویا تلاش کرد تا آموزش مدرن را در بین هندیان ارتقا بخشد و سرانجام در سال ۱۹۱۶، دانشگاه هندوی بنارس (BHU) را در بنارس تأسیس کرد، که با داشتن بیش از ۴۰٬۰۰۰ دانشجو در رشته‌های هنر، تجارت، علوم، مهندسی، زبانی، پزشکی، کشاورزی، هنرهای نمایشی، حقوق و فناوری از سراسر جهان، بزرگترین دانشگاه مسکونی در آسیا و یکی از بزرگترین دانشگاه‌های جهان است.